# Centroplacaceae
Centroplacaceae je čeleď vyšších dvouděložných rostlin z řádu malpígiotvaré (Malpighiales). Jsou to stromy se střídavými listy a drobnými pětičetnými květy v bohatě větvených květenstvích. Čeleď zahrnuje pouze 8 druhů ve 2 rodech a je rozšířena v tropické Africe a Asii. Je to nová čeleď, která byla publikována v roce 2005.

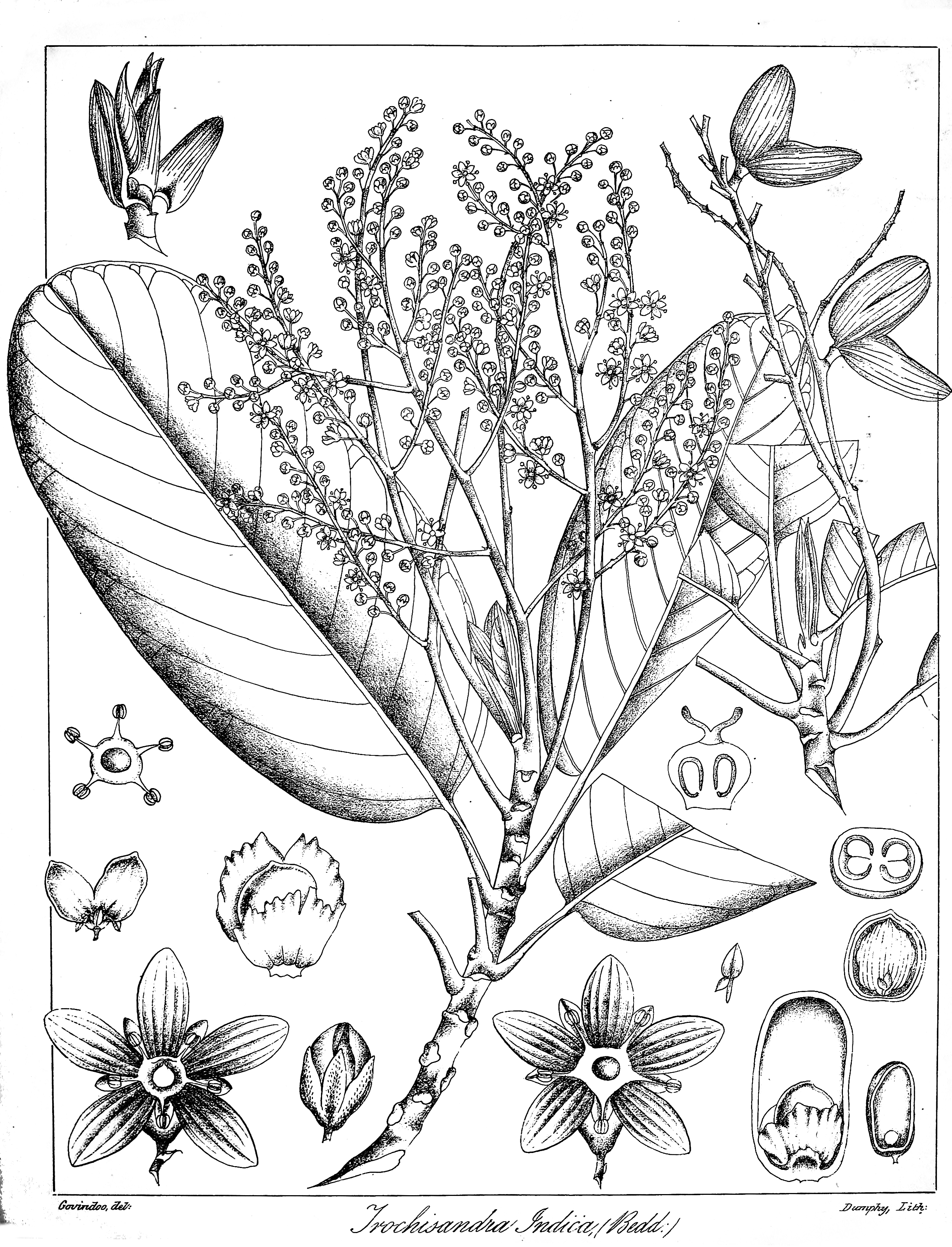
Kresba Bhesa indica

## Popis
Zástupci čeledi Centroplacaceae jsou stálezelené jednodomé nebo dvoudomé stromy se střídavými listy s palisty. Listy jsou celokrajné nebo zubaté, spirálně nebo dvouřadě uspořádané. Květy jsou pětičetné, ve větvených květenstvích.
Tyčinek je 5 a jsou umístěny naproti kališním lístkům. Kalich je za plodu vytrvalý.
Koruna je z 5 lístků nebo chybí. Semeník je svrchní, srostlý ze 2 nebo 3 plodolistů. Vajíčka jsou 2 v plodolistu. Plodem je tobolka se 2 nebo 3 semeny.

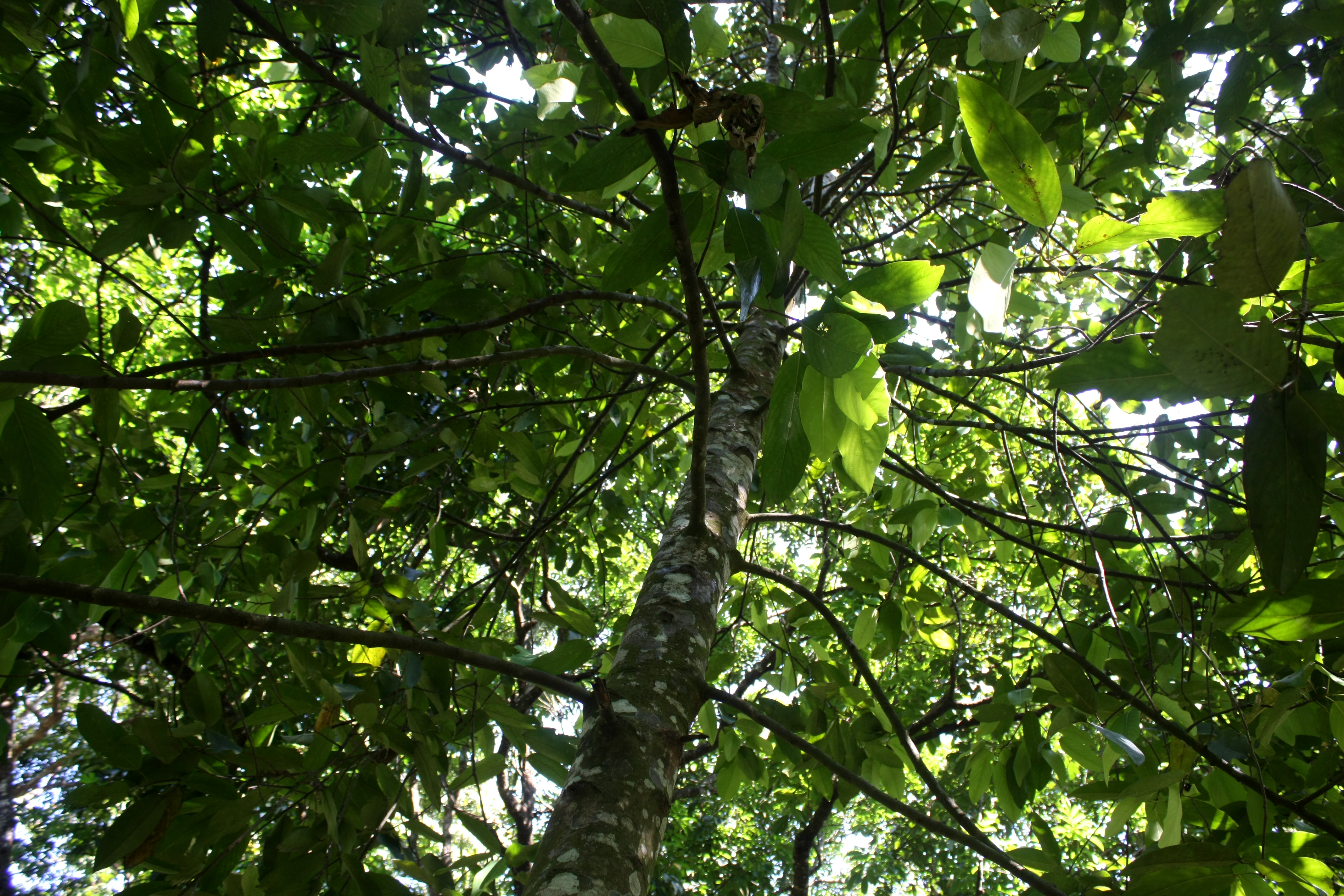
Bhesa ceylanica
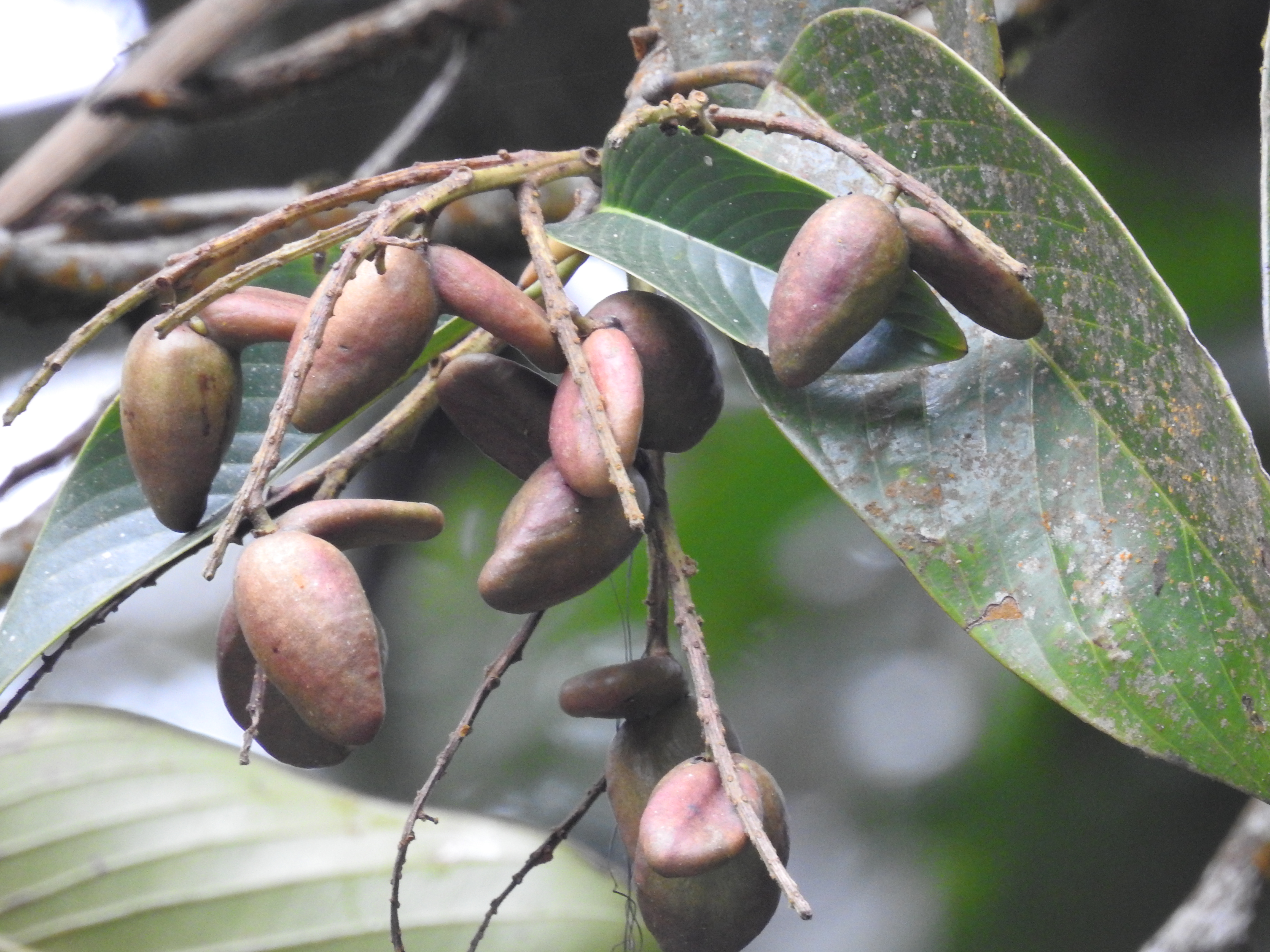
Větévka Bhesa indica s plody
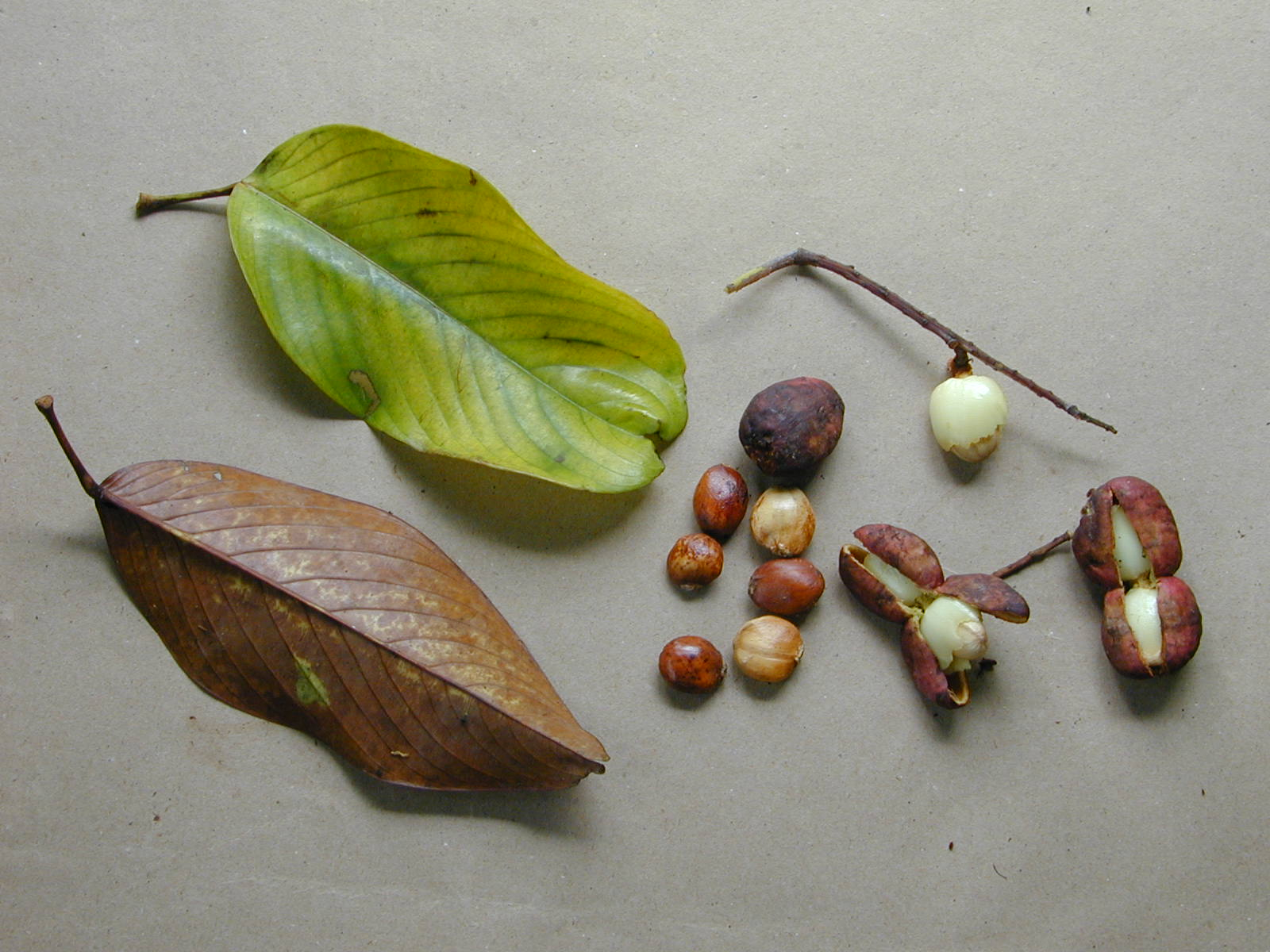
Listy, suché plody a semena Bhesa indica

## Rozšíření
Čeleď Centroplacaceae zahrnuje 8 druhů ve 2 rodech. Rod Centroplacus je monotypický (zahrnuje jediný druh) a vyskytuje se na relativně nevelkém území v oblasti Guinejského zálivu v tropické západní Africe. Rod Bhesa je rozšířen v tropické Asii od Indie po Novou Guineu.

## Taxonomie
Centroplacaceae je nová čeleď, která se objevila až v taxonomickém systému APG III, publikovaném v roce 2009.
Rod Bhesa byl historicky řazen do čeledi jesencovité (Celastraceae) a rod Centroplacus do čeledi Pandaceae. V systému APG II z roku 2003 je rod Centroplacus ještě veden mezi rody s nejasným zařazením.
Sesterskou větví této čeledi je podle výsledků skupiny APG pravděpodobně čeleď Ctenolophonaceae.

## Seznam rodů
Bhesa, Centroplacus